# PanPan
PanPan son las mascota oficiales de los Juegos Asiáticos de 1990, que se celebraron en Pekín en septiembre y octubre de 1990.